# Rajuvula

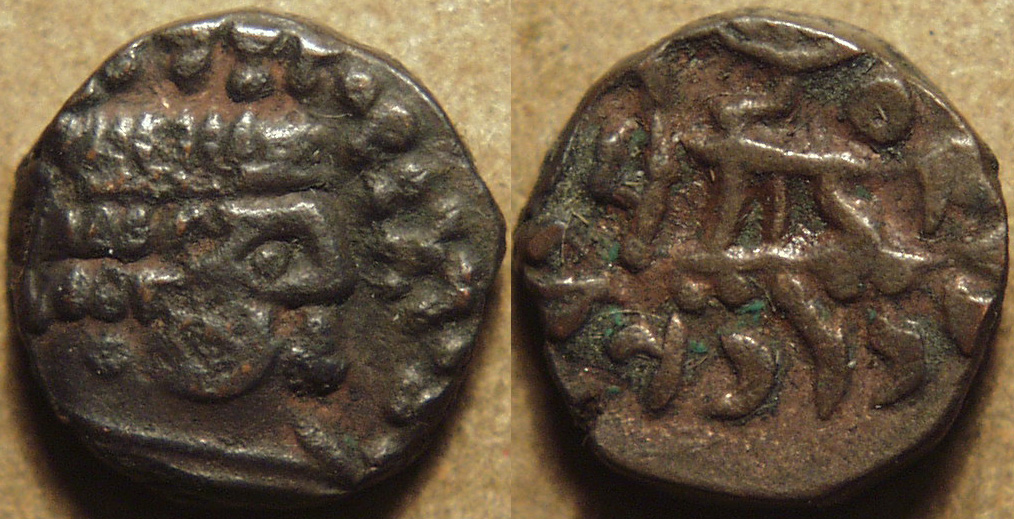
Billon drachm of the Indo-Scythian king Rajuvula (c. 10-25 CE). Weight: 2.21 gm, diameter: 12 mm
Obv: Bust of king Rajuvula, with Greek legend.
Rev: Pallas standing right (crude). Kharoshthi legend: "Apratihata cakrasa chatrapasa rajuvulasa" ("The satrap Rajuvula with the invincible discus")

Rajuvula là một Đại Phó Vương (Mahakshatrapa) của người Ấn-Scythia, ông đã cai trị tại vùng đất Mathura ở miền bắc Ấn Độ vào giai đoạn khoảng năm 10 CN. Ở miền trung Ấn Độ, người Ấn-Scythia đã chinh phục vùng đất Mathura từ tay các vị vua Ấn Độ vào khoảng năm 60 TCN. Một số phó vương của họ là Hagamasha và Hagana, đã lần lượt bị lật đổ bởi Rajuvula.
Rajuvula còn được cho là đã xâm lược những vùng lãnh thổ cuối cùng của người Ấn-Hy Lạp ở miền đông Punjab, và sát hại các vị vua cuối cùng của người Ấn-Hy Lạp, Strato II và con trai ông.
Trên đầu cột sư tử Mathura, một đầu cột đá sa thạch của người Ấn-Scythia từ Mathura ở miền Trung Ấn Độ, và có niên đại từ thế kỷ 1, có khắc bằng chữ Kharoshthi ghi lại món quà là một bảo tháp với một di tích của Đức Phật, được nữ hoàng Nadasi Kasa, "vợ của Rajuvula " và "con gái của Aiyasi Kamuia " dâng tặng, vốn là một quan điểm cũ được ủng hộ bởi Bühler, Rapson, Luders và những người khác. Nhưng theo quan điểm sau đó đề xuất bởi Sten Konow, và được chấp nhận bởi các học giả sau đó, người quyên góp chính cho công trình này là công chúa Aiyasi Kamuia, "trưởng cung hoàng hậu của Rajuvula" và "con gái của Yuvaraja Kharaosta Kamuio". Nadasi Kasa (hoặc Nada Diaka) là con gái của Ayasia Kamuia.
Theo một quan điểm cũ, Yuvarja Kharaosta Kamuio được cho là con trai của Ayasi Kamuia, người này được cho là vợ góa của Arta,mà sau này đã kết hôn với Rajuvula. Konow bác bỏ quan điểm này, và kết luận rằng Ayasia Kamuia, trưởng cung hoàng hậu của Rajuvula, là con gái và không phải là mẹ của Kharaosta Kamuio. Thực tế là tên họ 'Kamuia' đã được sử dụng bởi cả Yuvaraja Kharaosta cũng như công chúa Aiyasi chứng minh một điều rõ ràng rằng Aiyasi Kamuia là con gái và không phải là mẹ của Yuvaraja Kharaosta Kamuio (Kambojaka).
Đầu cột này cũng còn đề cập đến gia phả của một số phó vương Ấn-Scythia của Mathura. Sự hiện diện của các biểu tượng triratana Phật giáo tại trung tâm của đầu cột cho thấy rằng Rajuvula, ít nhất là trên danh nghĩa, đã theo đạo Phật.

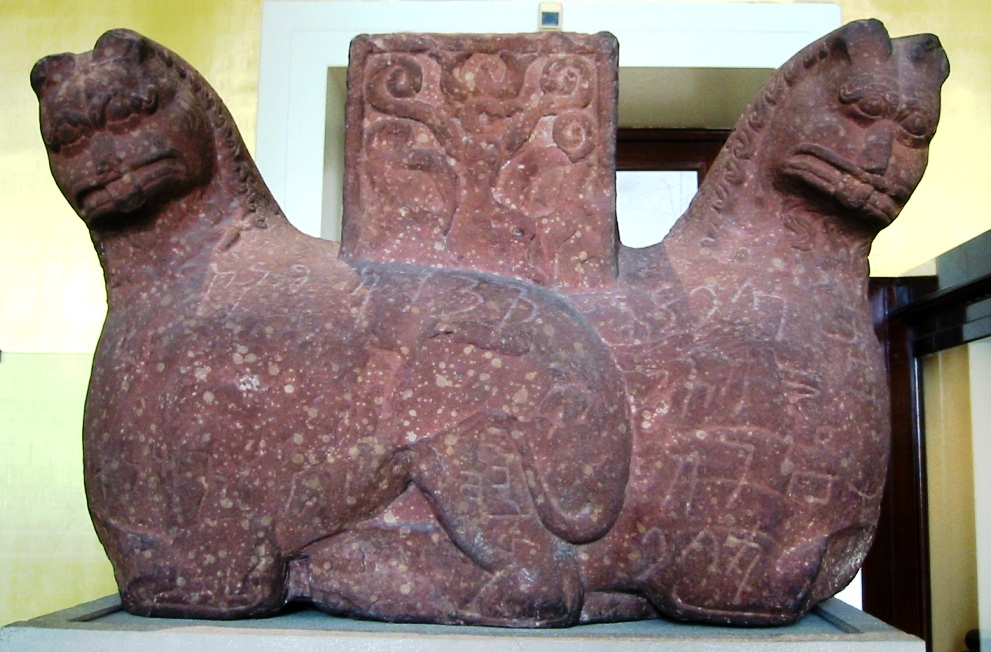
Đầu cột sư tử Mathura của người Ấn-Scythia, Thế kỉ 1 SCN, đề cập tới Rajuvula và người vợ của ông, Nadasi Kasa (Bảo tàng Anh Quốc).

Sodasa, con trai của Rajuvula, sau này lên kế vị ông và cũng đặt Mathura làm kinh đô của mình.